# Anton Diabelli
Anton (o Antonio) Diabelli (Mattsee, cerca de Salzburgo; 6 de septiembre de 1781 - Viena, 7 de abril de 1858) fue un músico austriaco, pianista y compositor, además de editor de música y profesor de piano y guitarra. Más conocido en su tiempo como editor, nos es conocido hoy en día por ser el compositor del vals sobre el que Ludwig van Beethoven escribió sus 33 Variaciones "Diabelli".

## Primeros años
Su padre le dio sus primeras lecciones de canto, piano y órgano. Con siete años fue aceptado como niño de coro en el monasterio de Michaelbeuern. Recibió educación para entrar al sacerdocio, pero recibió también clases con Michael Haydn. Se trasladó a Viena para enseñar piano y guitarra antes de asociarse con Pietro Cappi en 1818 para establecer una firma de publicación de música, la firma Cappi & Diabelli (que se convertiría en Diabelli & Co. en 1824), que fue muy popular por publicar arreglos de piezas musicales que pudiesen ser tocados por los aficionados en sus casas. La firma se hizo también muy conocida entre los círculos musicales más serios por ser la primera en publicar obras de Franz Schubert, un compositor que después la firma promovió.

## Obra
Diabelli produjo un modesto número de obras como compositor, entre ellas una opereta llamada Adam in der Klemme, varias misas y canciones y un amplio número de piezas para piano y guitarra. Entre ellas hay piezas para cuatro manos (dos pianistas tocando en un piano), que son populares entre los pianistas aficionados.
Quizás irónicamente, la composición por la que Diabelli es bien conocido hoy fue parte de una aventura editorial. En 1819, decidió probar a publicar un volumen de variaciones sobre un vals que escribió expresamente con ese propósito, con una variación por cada compositor austriaco importante vivo en aquel tiempo, así como varios no austriacos significativos. 50 compositores respondieron con piezas, entre ellos Schubert, Franz Liszt y Johann Nepomuk Hummel. Carl Czerny fue enlistado para escribir una coda, y fueron publicadas como Vaterländische Künstlerverein.
Sin embargo Beethoven, en lugar de ofrecer una sola variación, dio treinta y tres, y fueron publicadas en un solo volumen aparte en 1824. Estas constituyen lo que generalmente es considerada como una de las obras para piano más grandes de Beethoven y el mayor conjunto de variaciones de su tiempo, y generalmente son conocidas simplemente como Variaciones "Diabelli".
La casa de publicación de Diabelli se expandió a lo largo de su vida, antes de que se retirase en 1851, dejándola al mando de Carl Anton Spina. Cuando Diabelli murió en 1858, Spina continuó adelante con la firma y publicó mucha música de Johann Strauss II y Josef Strauss. En 1872, la firma fue tomada por Friedrich Schreiber y en 1876 se unió con la firma de August Cranz, que compró la compañía en 1879 y le puso su nombre.
Placeres de la Juventud: Seis Sonatinas de Diabelli fue una colección de seis sonatinas escritas y compuestas por él. Placeres de la juventud podría ser descrita como una siempre cargada batalla entre el bien y el mal, notando que la canción siempre varía entre las dinámicas de forte y piano. El forte sugiere el mal, el enemigo, mientras que el piano sugiere el bien. 
Su música religiosa es muy conocida en Austria y la calidad de sus piezas de piano es muy apreciada.